# Gnophos aenaria
Gnophos aenaria är en fjärilsart som beskrevs av Charles Oberthür 1913. Gnophos aenaria ingår i släktet Gnophos och familjen mätare. Inga underarter finns listade i Catalogue of Life.